# 新余北站
新余北站是沪昆客运专线杭长段的一个高铁站点，位于江西省新余市下村工业平台的西北面，距离新余市中心约10公里。

## 车站结构
车站设2站台5线，其中正线2条，到发线3条，站台为一岛一侧式。站房建筑面积为16000平方米，其中地上部分共9995平方米。站房设计最高聚集人数为2000人。站房综合楼为地上两层，另有地下架空层，并设置站前高架和落客平台。旅客进出站采用上进下出的形式。
本站站台雨棚采用单柱实腹钢框架结构，覆盖面积为10680平方米。
本站区还将新建生产生活用房3587㎡，新建派出所、警务区和岗亭房屋889㎡。

## 交通接驳
403路 新余北站-新余站（循环线) 

票价2元，平均12分钟/班

首末班：新余北站 7：22-22：00 新余站 6：40-20：50（预估）
806路 新余北站-新余学院 

票价2元，平均45分钟/班

首末班：新余北站 8：05-19：20 新余学院 6：50-18：10
仙女湖高铁旅游专线 

票价5元，平均45分钟/班

首末班：新余北站 8：25-18：00 仙女湖7：50-18：00

## 相关规划
新余市将以高铁新余北站为核心建设高铁新区，规划面积约61平方公里，其中2平方公里核心区城市设计全面编制完成。为配合高铁新余北站，将建设钟灵大道（前称虎踞大道）与新余中心城区相连接，并改造劳动北路。